# Mickey Mouse Funhouse
Mickey Mouse Funhouse é uma série de animação
computadorizada americana, criado por Phil Weinstein e Thomas Hart. A série estreou com um especial em 16 de julho de 2021 e foi seguida pela estreia oficial no Disney Junior e Disney Channel em 20 de agosto de 2021. No Brasil e na América Latina a série estreou no Disney+ em 17 de novembro de 2021 e 18 de novembro do mesmo ano foi transmitido pelo canal Disney Junior como uma pré-estreia, e sua estreia oficial será em fevereiro de 2022.
Disney Junior criou a série para continuar seu padrão de séries animadas pré-escolares originais ambientadas no universo do Mickey Mouse. Muitos membros importantes da equipe criativa da Mickey Mouse Mixed-Up Adventures, desenvolveram a série.
Já em Portugal a voz do Mickey Mouse foi originada por um rapaz de 10 anos, chamado Santiago Gonçalves Costa, que deu voz ao rato mais famoso!!

## Premissa
Mickey Mouse retorna com seus amigos Minnie Mouse, Pato Donald, Margarida, Pateta e Pluto. Os amigos conhecem Funny, um teatro falante e encantado. Funny transporta magicamente o grupo de amigos para uma variedade de destinos que lhes permite embarcar em aventuras exclusivas para aquela terra. Ele também pode mudar sua forma e aparência para combinar com o novo ambiente, e pode até mesmo projetar seu rosto em qualquer superfície para se comunicar com Mickey e amigos. Os personagens também interagem com os espectadores de maneira semelhante a Mickey Mouse Clubhouse.

## Elenco e personagens
Principais
- Bret Iwan como Mickey Mouse[7]
- Kaitlyn Robrock como Minnie Mouse
- Tony Anselmo como Pato Donald
- Tress MacNeille como Margarida e Tico
- Bill Farmer como Pateta, Pluto e Horácio
- Harvey Guillén como Funny, um teatro falante encantado.
- Jim Cummings como Bafo de Onça
- Corey Burton como Professor Ludovico e Teco
- April Winchell como Clarabella
- Nika Futterman como Cuckoo Loca

Recorrentes
- Jan Johns como Farfus e Goldie[8][9]
- Brock Powell como Sneezel[8][10]
- Frank Welker como Figaro[9]
- Dee Bradley Baker como vozes adicionais[9][11][12][13]
- Rogelio Douglas Jr. como Royal Troubadour[14]
- Kayvan Novak como Trolland[14]
- Avalon Robbins como Millie e Melody Mouse

## Produção

### Desenvolvimento
Em 1 de outubro de 2020, o Disney Junior anunciou que a produção havia começado em Mickey Mouse Funhouse, uma nova série de animação com estreia na rede em 2021. Produzida pela Disney Television Animation, a série foi desenvolvida pelo produtor executivo Phil Weinstein, bem como pelo co-produtor executivo Thomas Hart e pelo editor de histórias Mark Drop, que já havia trabalhado em Mickey Mouse Mixed-Up Adventures como parte da equipe criativa. A nova série introduziria um personagem adicional, Funny. Cada episódio da série apresentaria duas histórias de 11 minutos separadas por um interlúdio regular de "break dance".

### Fundição
Harvey Guillén foi anunciado para dar voz ao novo personagem Funny, um teatro falante encantado, em 16 de junho de 2021.

### Animação
Alan Bodner, que trabalhou em Rapunzel's Tangled Adventure, atua como diretor de arte da série.
Para a direção de "Mickey the Brave!", Bodner afirmou que se inspirou no Mickey Mouse Club, relembrando os conjuntos coloridos e criativos. A animação também foi influenciada pela arte colorida e fantástica apresentada em Alice in Wonderland.

## Exibição
Mickey Mouse Funhouse estreou com um especial do horário nobre intitulado "Mickey the Brave!" em 16 de julho de 2021 no Disney Junior. Este episódio foi lançado no Disney+ em 23 de julho de 2021.
A série completa estreou em 20 de agosto de 2021, com transmissão simultânea no Disney Junior e Disney Channel.